# 梶原吉広
梶原 吉広（かじわら よしひろ、1979年〈昭和54年〉7月26日 - ）は、日本の実業家。gloopsの創業者で、元社長。妻はグラビアアイドルの山本梓。

## 来歴
高校卒業後、服飾関連の専門学校に通うも1年で中退。その後、東京に出て半年で300万円を貯め、2005年8月に『有限会社グローバルメディアソリューション』（後のgloops）を起業。
起業前の2004年7月21日に、都内でヤミ金融業『ワイフル総合サービス』を経営し、入手した多重債務者のリストを元に、電話で強引な貸し付けをして1億以上を荒稼ぎしていたとして、出資の受入れ、預り金及び金利等の取締りに関する法律（出資法）違反（高金利）の容疑で、広島県警ヤミ金融集中取締本部と広島南署に逮捕、罰金刑を受ける。
2012年10月にgloopsをネクソンに365億円で売却し、自身の持ち株分（約88％）、300億円以上の資金を手にし、現在はシンガポールに在住。

## 私生活
2014年1月28日にタレントの山本梓と結婚。山本は妊娠しておらず、ブログで「明るい家庭つくりたい」と発表。
11月5日、12月に第1子を出産予定であることを発表した。12月20日、出産をブログで報告した。

## 趣味
イベント企画が好きで、中学3年生の頃からDJをしていた。